# Еміль Млинарський
Емі́ль Шимо́н Млина́рський (пол. Emil Młynarski; нар. 18 липня 1870, с. Кібартай, нині місто у Вілкавішкіському районі Маріямпольського повіту, Литва — пом. 5 квітня 1935, Варшава) — польський скрипаль, композитор, диригент, музичний педагог.

## Життєпис
1890 — закінчив Санкт-Петербурзьку консерваторію (клас скрипки Леоніда Ауера, композиції — Анатолія Лядова, камерного ансамблю — Людвіга Бьома).
1889—1990 — концертмейстер оркестру і учасник Струнного квартету ІРМТ у Санкт-Петербурзі.
1893—1897 — концертмейстер оркестру Одеського оперного театру, викладач Одеського музичного училища ІРМТ.
1897 переїхав до Варшави.
1898—1999 — керівник оркестру Великого театру.
1904—1914 — директор Музичного інституту, водночас художній керівник Варшавської філармонії.
Диригував оркестрами у Санкт-Петербурзі (1905—1906), Лондоні, Единбурзі (Королівський шотландський національний оркестр; 1911—1916), Москві (1914, 1917—1918).
1918 року повернувся до Варшави.
1919 — директор Варшавської консерваторії.
1919—1929 — художній керівник і диригент Великого театру.
Від 1929 — декан оркестрового і оперного відділів Музичного інституту Кьортіс (Філадельфія, Пенсільванія, США), директор Філадельфійської опери.
Від 1931 — диригент оркестру Великого театру у Варшаві, оркестру Національної філармонії та оркестру Польського радіо.
Від 1934 — голова Об'єднаних польських композиторів.
Виступав з концертами у Варшаві, Кракові, Львові, Лодзі, Познані.
Серед його учнів — Павло Коханський, Петро Столярський, Віктор Лабунський, Лія Любошиць, Олександр Житомирський, Казімеж Вілкомірський, Фаустин Кульчицький.

### Приватне життя
Його батьки: Казімеж Млинарський (родом з Беліна) і Фредерика Бірнброт.
1895 року в маєтку Ілгува (Литва) він одружився з Анною Талько-Гринцевич (1877—1960), з якою у нього було п'ятеро дітей: Ванда, Броніслав, Фелікс, Анна Рауп та Анеля.
Анеля (1908—2001), балерина і письменниця, була дружиною піаніста Мечислава Мунца, а після розлучення — піаніста Артура Рубінштейна.
Ванда (1896—1968) була дружиною піаніста та композитора Віктора Лабунського.
Під час Другої світової війни його сина Броніслава (1899—1970) як офіцера запасу було призвано до польської армії. Потрапив у полон до частин Червоної Армії. Перебував у Старобільському таборі на території України. Про часи його перебування в полоні йдеться в книзі Олександра Зінченка «Година папуги».
Його двоюрідним онуком був польський поет і режисер Войцех Млинарський.

## Твори
- опери «Ліґія», «Літня ніч» (1924)
- симфонія «Полонія» для симфонічного оркестру
- 2 концерти для скрипки з оркестром
- п'єси для скрипки і фортепіано, зокрема мазурки, «Слов'янська колискова»
- Соната — для фортепіано
- польські танці

## Визнання
- кавалер Ордена Відродження Польщі[5]